# Whispers in the Shadow
Whispers in the Shadow (с англ. — «Шёпоты в тени») — австрийская музыкальная группа, исполняющая готик-рок. Существует с 1996 года.
Название коллектива навеяно рассказом Говарда Лавкрафта «Шепчущий во тьме» (The Whisperer in Darkness). Тексты песен группы в основном посвящены оккультизму и мифологии Лавкрафта.

## История
Группа была образована в Вене в 1996 году бывшим гитаристом групп L'Âme Immortelle и Veneno para las Hadas Эшли Дейором. В 1997 году коллектив записал дебютный альбом Laudanum, а в 1999 — второй, под названием November. В этот период группа испытывала сильное влияние ранних The Cure.
Выход третьего альбома A Taste of Decay в 2000 году ознаменовал переход Whispers in the Shadow к более «ро́ковому» звучанию, а на вышедшем год спустя диске Permanent Illusions проявились самые разнообразные влияния — от The Cure и Portishead до индийской музыки.
Проведя успешное европейское турне, группа в 2003 году записала концертный альбом Everything You Knew Was Wrong, однако проблемы внутри коллектива и смена лейбла вынудили участников команды временно прекратить свою деятельность. Группа вновь собралась только в 2007 году, выпустив концертный альбом A Cold Night и переиздав первые два студийных диска.
В 2008 году Whispers in the Shadow впервые за семь лет записали новый студийный альбом, названный Into the Arms of Chaos (How to Steal the Fire from Heaven). Продюсером альбома выступил Джон Риверс, ранее работавший с Clan Of Xymox, Dead Can Dance, Sopor Aeternus и другими известными готическими коллективами. Некоторые музыкальные критики охарактеризовали стиль этого альбома как смесь классического готик-рока в духе Fields of the Nephilim с музыкой Pink Floyd.
На диске The Eternal Arcane, вышедшем в 2010 году, концепция которого связана с алхимическим процессом трансмутации, коллектив несколько отошёл от своего традиционного стиля, отказавшись от психоделической составляющей ради большей энергичности и доступности композиций. 13 апреля 2012 года был выпущен последний на данный момент альбом группы, получивший название The Rites of Passage.

## Стиль, истоки, влияние
Наиболее существенное влияние на формирование стиля Whispers in the Shadow оказали группы The Cure (раннее творчество), Pink Floyd и Fields of the Nephilim, а также Garden of Delight.
Тематика песен в основном связана с оккультизмом, магией Хаоса и творчеством таких авторов, как Остин Осман Спейр, Алистер Кроули, Дион Форчун и Кеннет Грант. Кроме того, некоторое влияние оказало творчество писателей Говарда Лавкрафта, Артура Мэйчена и Элджернона Блэквуда.

## Дискография
- 1996 — «Descent» (демозапись)
- 1997 — Laudanum
- 1999 — November
- 2000 — Autumn Leaves And Trippy Dreams (концертный EP)
- 2000 — A Taste of Decay
- 2001 — Permanent Illusions
- 2003 — Everything You Knew Was Wrong (концертный)
- 2007 — A Cold Night (концертный)
- 2008 — Into the Arms of Chaos (How to Steal the Fire from Heaven)
- 2008 — Into the Arms of Chaos (концертный)
- 2009 — Borrowed Nightmares And Forgotten Dreams (сборник)
- 2010 — The Eternal Arcane
- 2012 — The Rites of Passage